# Beleg van Aquileia
Het beleg van Aquileia vond plaats in april-mei 238 in een geslaagde strijd om de afgezette keizer Maximinus I Thrax te verhinderen Rome te bereiken.

## Achtergrond
Begin 238 had de Romeinse senaat keizer Maximinus I Thrax afgezet omdat hij de belastingen drastisch had verhoogd en omdat hij verkozen was door het leger en nog nooit een voet in Rome had gezet. De Senaat stelde Gordianus I en II aan als tegenkeizers, maar die werden al snel uit de weg geruimd. Daarna benoemde de senaat de oud-consuls Pupienus en Balbinus tot keizers. Balbinus bleef in Rome en Pupienus ging Maximinus tegemoet.

## Beleg
Maximinus die zich in Sirmium (Servië) bevond, werd op de hoogte gebracht van de ontwikkelingen en zette koers naar Rome. Ter hoogte van de stad Aquileia werd hij tot staan gebracht. Ervan overtuigd dat hij de stad snel zou innemen kwam hij bedrogen uit. De stad had zich zeer goed voorbereid en slaagde erin Maximinus af te scheiden van zijn voorraden. Soldaten begonnen te verhongeren. Hun enige bron van water was een nabijgelegen rivier, waarin de Aquileianen lijken hadden gegooid, waardoor het ongeschikt was om te drinken. Geruchten deden de ronde dat er versterking op komst was om tegen Maximinus te strijden. De soldaten van Legio II Parthica kwamen in opstand en vermoorden keizer Maximinus en zijn zoon.

## Nasleep
Pupienus bedankte zijn troepen en keerde met de hoofden terug naar Rome. Daar aan gekomen stond de stad in rep en roer en in plaats van samen te werken begonnen Pupienus en  Balbinus elkaar te beschuldigen. De pretoriaanse garde kwam tussen en beide keizers werden vermoord. De dertienjarige Gordianus III werd uitgeroepen tot nieuwe keizer, de zesde keizer van het Zeskeizerjaar.